# Gouvernement de Saint-Pétersbourg (1721-1917)
Pour le gouvernement de l'administration de la ville de Saint-Pétersbourg, voir Gouvernement de Saint-Pétersbourg (1917-).

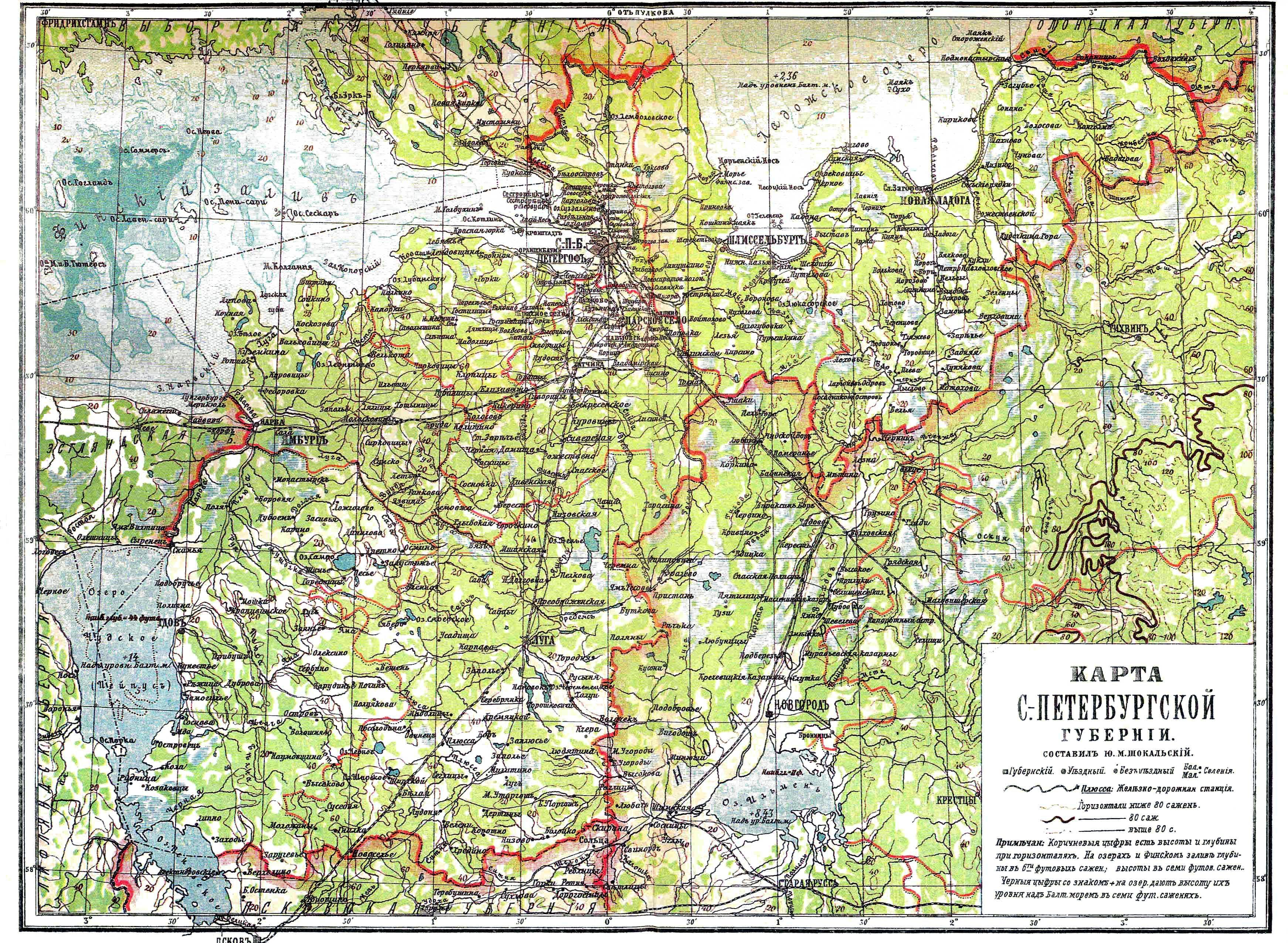
Carte du gouvernement de Saint-Pétersbourg en 1900.

Le gouvernement de Saint-Pétersbourg (en russe : Санкт-Петербургская губерния, Sankt-Peterbourgskaïa gouberniïa) fut l'une des gouvernements de la Russie impériale. Il fut créé, sous le nom de gouvernement d'Ingrie, le 18 décembre 1708 par Pierre le Grand sur les territoires conquis lors de la grande guerre du Nord (1700-1721) qui opposa la Suède à la Russie.

## Histoire de 1708 à 1914
Lors de l'élaboration de la réforme administrative de la Russie impériale, Pierre Ier promulgua un manifeste par lequel il divisa la Russie impériale en huit grandes régions appelées gouvernements (en russe : goubernia). Après la construction de la ville de Saint-Pétersbourg, le 3 juin 1710, Pierre Ier publia un oukase par lequel il donna au gouvernement d'Ingrie le nom de gouvernement de Saint-Pétersbourg. En 1721, les parties sud des comtés de Kexholm, de Vyborg et de Nyslott et le duché d'Ingrie, ancien dominion suédois, furent officiellement cédés à l'Empire russe lors du traité de Nystad signé en 1721. Lors de la signature du traité d'Åbo, le 7 juillet 1743, la Suède céda de nouveaux territoires à l'Empire russe, dont une partie en 1743 formera le gouvernement de Vyborg (en russe : Выборгская губерния, Vyborgskaïa gouberniïa) et en 1812 une partie du grand-duché de Finlande.

## Après 1914
L'appellation de gouvernement de Saint-Pétersbourg disparaît par la suite.
Du 18 août 1914 au 26 janvier 1924 le gouvernement de Saint-Pétersbourg fut appelé gouvernement de Petrograd, et change radicalement de fonctionnement après la révolution de février 1917. Il donne naissance ensuite au de gouvernement de Léningrad. Le 1er août 1927, il disparaît lors de la création de l'actuel oblast de Léningrad. La ville est détachée du gouvernement ou de l'oblast et forme une entité administrative à part.
Le nom de la ville a changé durant le XXe siècle :
- Depuis 16 mai 1703 : Saint-Pétersbourg
- Depuis 19 juillet 1914 : Pétrograd
- Depuis 26 janvier 1924 : Léningrad
- Depuis 6 septembre 1991 : Saint-Pétersbourg

## Gouverneurs généraux (генерал-губернатор)
- Prince Alexandre Menchikov, en russe Александр Данилович Меншиков (du 12 octobre 1702 à mai 1704)
- Piotr Apraxine, en russe Пётр Матвеевич Апраксин (mai 1724 à janvier 1725)
- Alexandre Menchikov (janvier 1725 au 8 septembre 1727)
- Jan Kazimierz Sapieha, en russe Ян Францевич Сапега en lituanien : Jonas Kazimieras Sapiega vyresnysis (1727-1728)
- Burckhardt Christoph von Münnich, en russe Христофор Миних (janvier 1728 à 1734)
- Nikolaï Fiodorovitch Golovine, en russe Николай Фёдорович Головин (1742)
- Peter de Lacy, en russe Пётр Ласси (1743)
- Vassili Anikitovitch Repnine, en russe Василий Аникитич Репнин (1744)
- Stepan Ignatiev, en russe Степан Лукич Игнатьев (1744)
- Prince Boris Grigorievitch Ioussoupov, en russe Борис Григорьевич Юсупов (1749)
- Prince Mikhaïl Mikhaïlovitch Golitzyne, en russe Михаил Михайлович Голицын (1752-1754)
- Pierre Auguste de Schleswig-Holstein-Sonderbourg-Beck, en russe Пётр Август Фридрих Гольштейн-Бекский (1762)
- Ivan Ivanovitch Nepliouïev, en russe Иван Иванович Неплюев (1762-1764)
- Ivan Fiodorovitch Glebov, en russe Иван Фёдорович Глебов (1767)
- Prince Alexandre Mikhaïlovitch Golitzine, en russe Александр Михайлович Голицын (octobre 1769 - 8 octobre 1783)
- Jacob Bruce, en russe Яков Александрович Брюс (1784-6 octobre 1791)
- Alexandre Pavlovitch Romanov, en russe Александр Павлович Романов (futur Alexandre Ier de Russie] (6 octobre 1791 - 1797) gouverneur militaire
- Nikolaï Petrovitch Arkharov, en russe Николай Петрович Архаров (6 octobre 1791 - novembre 1796) - 15 juin 1797) gouverneur général
- Fiodor Fiodorovitch Buxhoevden, en russe Фёдор Фёдорович Буксгевден (juin 1797 - août 1798)
- Piotr Alexeïevitch von der Pahlen, en russe Пётр Алексеевич Пален (8 août 1798 - 30 juin 1800 au 25 août 1800) à partir du 24 août 1801 gouverneur militaire
- Mikhaïl Illarionovitch Golenichtchev-Koutouzov, en russe Михаил Илларионович Голенищев-Кутузов (30 janvier 1801 - 9 septembre 1802) gouverneur de guerre
- Mikhaïl Fédotovitch Kamenski, en russe Михаил Федотович Каменский (27 août 1802 - 16 novembre 1802) gouverneur de guerre
- Piotr Aleksandrovitch Tolstoï, en russe Пётр Александрович Толстой (28 novembre 1802 - 25 janvier 1803) gouverneur de guerre
- Andreï Iakovlevitch Budberg, en russe Андрей Яковлевич Будберг (25 janvier 1803 - 17 février 1803) gouverneur de guerre
- Piotr Tolstoï (28 novembre 1802 - 10 septembre 1805) gouverneur de guerre
- Nikolaï Sergéïevitch Svetchine, en russe Николай Сергеевич Свечин (1803-1806)
- Sergueï Kouzmitch Viazmitinov, en russe Сергей Кузьмич Вязмитинов (10 septembre 1805 - 12 janvier 1806) gouverneur de guerre
- Prince Dimitri Ivanovitch Lobanov-Rostovsky, en russe Дмитрий Иванович Лобанов-Ростовский (12 janvier 1808 - 12 février 1809)
- Alexandre Dimitrievitch Balachov, en russe Александр Дмитриевич Балашов (14 février 1809 - 9 avril 1810)
- Sergueï Kouzmitch Viazmitinov (10 novembre 1816 - 31 août 1818) gouverneur général de guerre
- Mikhaïl Andreïevitch Miloradovitch, en russe Михаил Андреевич Милорадович (31 août 1818 - 15 décembre 1825) gouverneur de guerre
- Pavel Vassilievitch Golenitchev-Koutouzov, en russe Павел Васильевич Голенищев-Кутузов (27 décembre 1825 - 19 février 1830) gouverneur général de guerre
- Piotr Kirillovitch Essen, en russe Пётр Кириллович Эссен (17 février 1830 - 14 février 1842) gouverneur général de guerre
- Alexandre Alexandrovitch Kaveline, en russe Александр Александрович Кавелин (14 février 1842 - 19 avril 1846) gouverneur général de guerre
- Matveï Evgrafovitch Khrapovitski, en russe Матвей Евграфович Храповицкий (7 avril 1846 - 31 mars 1847) gouverneur de guerre
- Dimitri Ivanovitch Choulguine, en russe Дмитрий Иванович Шульгин (3 mai 1847 - 1er janvier 1855) gouverneur général de guerre
- Alexandre Grigorievitch Stroganov, en russe Александр Григорьевич Строганов (1854) gouverneur général de guerre
- Pavel Nikolaïevitch Ignatiev, en russe Павел Николаевич Игнатьев (28 décembre 1854 - 16 novembre 1861) gouverneur général de guerre
- Alexandre Arkadievitch Souvorov, en russe Александр Аркадьевич Суворов (16 novembre 1861 - 16 mai 1866) gouverneur général de guerre
- Iossif Vladimirovitch Gourko, en russe Иосиф Владимирович Гурко (avril 1849 - février 1880)
- Piotr Gresser, en russe Пётр Аполлонович Грессер (février 1880 - 12 janvier 1905)
- Dimitri Trepov, en russe Дмитрий Фёдорович Трепов (12 janvier 1905 - 14 avril 1905) gouverneur général

## Gouverneurs civils  créés en 1761
- Fiodor Matveïevitch Apraksine, en russe Фёдор Матвеевич Апраксин (1712 — 1723)
- Vassili Feodorovitch Saltykov, en russe Василий Фёдорович Салтыков (21 janvier 1734 — octobre 1740)
- Iakov Petrovitch Chakhovskoï, en russe Яков Шаховской (octobre 1740 — novembre 1740)
- Prince Vassili Feodorovitch Nesvitski, en russe Василий Несвицкий (23 juillet 1761 — 17 avril 1764)
- Stepan Feodorovitch Ouchakov, en russe Степан Ушаков (21 avril 1764 — 21 avril 1773)
- Stepan Vassilievitch Perfiliev, en russe  Степан Васильевич Перфильев (22 septembre 1773 — 10 septembre 1774)
- Karl von Ungern-Sternberg, en russe Карл Унгерн-Стернверг (12 septembre 1774 — 25 juillet 1779)
- Dimitri Volkov, en russe Дмитрий Васильевич Волков (4 août 1779 — 1780)
- Oustine Sergueïevitch Potapov, en russe Устин Сергеевич Потапов (4 août 1780 — 1er janvier 1784)
- Piotr Petrovitch Tarbéïev, en russe Пётр Петрович Тарбеев (1er avril 1784 — 18 mars 1785)
- Piotr Petrovitch Konovnitsyne, en russe Пётр Петрович Коновницын (18 avril 1785 — 2 septembre 1793)
- Nikita Ivanovitch Ryleïev, en russe Никита Иванович Рылеев (2 septembre 1793 —  9 juin 1797)
- Ivan Alexeïevitch Alexeïev, en russe Иван Алексеевич Алексеев (9 juin 1797 — 28 août 1797)
- Ivan Illitch Grevens, en russe  Иван Ильич Гревенс (28 août 1797 — 21 décembre 1798)
- Dimitri Feodorovitch Glinka, en russe Дмитрий Фёдорович Глинка (22 décembre 1798 — 2 mars 1800)
- Procope Vassilievitch Mechtcherski, en russe Прокофий Васильевич Мещерский (7 mars 1800 — 1er juin 1800)
- Nikolaï Ivanovitch Khotiaïnitsov, en russe Николай Иванович Хотяиницов (1er juin 1800 — 5 juin 1801)
- Piotr Pankratiev, en russe  Пётр Степанович Панкратьев (5 juin 1801 — 19 juillet 1802)
- Sergueï Sergueïevitch Kouchnikov, en russe Сергей Сергеевич Кушников (19 juillet 1802 — 28 octobre 1804)
- Piotr Stepanovitch Passéviev, en russe Пётр Степанович Пасевьев (28 octobre 1804 — 31 janvier 1808)
- Mikhaïl Mikhaïlovitch Bakounine, né en 1764, mort en 1847, en russe Михаил Михайлович Бакунин (31 janvier 1808 — 14 juillet 1816)
- Semion Alexandrovitch Chtcherbinine, en russe  Семён Александрович Щербинин (15 août 1816 — 23 novembre 1826)
- Alexandre Mikhaïlovitch Bezobrazov, en russe Александр Михайлович Безобразов (25 novembre 1826 — 27 janvier 1829)
- Ivan Vassilievitch Khrapovitski, en russe  Иван Семёнович Храповицкий (27 janvier 1829 — 11 décembre 1835)
- Mikhaïl Nikolaïevitch Jemtchoujnikov, en russe Михаил Николаевич Жемчужников (11 décembre 1835 — 30 décembre 1840)
- Vassili Alexandrovitch Chéremétiev, en russe Василий Александрович Шереметев (10 janvier 1841 — 28 juin 1843)
- Nikolaï Vassilievitch Joukovski, en russe Николай Васильевич Жуковский (10 août 1843 — 8 avril 1851)
- Piotr Mikhaïlovitch Donaourov, en russe Пётр Михайлович Донауров (8 avril 1851 — 7 avril 1855)
- Nikolaï Mikhaïlovitch Smirnov, en russe Николай Михайлович Смирнов (7 avril 1855 — 1er janvier 1861)
- Alexandre Alexeïevitch Bobrinski, en russe Александр Алексеевич Бобринский (12 janvier 1861 — 13 mars 1864)
- Vladimir Iakovlevitch Skriatine, en russe Владимир Скрятин (20 mars 1864 — 1er janvier 1865)
- Lev Nikolaïevitch Perovski, en russe Лев Перовский (1er janvier 1865 — 22 juillet 1866)
- Nikolaï Levachov, en russe Николай Левашов (22 juillet 1866 — 8 mai 1871)
- Iossif Vassilievitch Loutkovski, en russe Иосиф Лутковский (9 mai 1871 — 30 mars 1873)
- Fiodor Fiodorovitch Trepov en russe Фёдор Фёдорович Трепов (1873 — 1878)
- Sergueï Alexandrovitch von Toll, en russe Сергей Александрович Толь (2 septembre 1880 — mai 1903)
- Alexandre Dmitrievitch Zinoviev, en russe Александр Дмитриевич Зиновьев (6 mars 1903 — janvier 1911)
- Alexandre Vassilievitch Adlerberg, en russe Александр Васильевич Адлерберг (9 janvier 1911 — 18 avril 1914)

## Maréchal de la noblesse
Ayant servi en qualité de président de l'Assemblée de la noblesse russe :
- Alexandre Kourakine, en russe : Александр Борисович Куракин (1780-1783)
- Adam Olsoufiev, en russe : Адам Васильевич Олсуфьев (1783-1784)
- Andreï Chouvalov, en russe : Андрей Петрович Шувалов 1784-1785)
- Alexandre Lvovitch Narychkine, en russe : Александр Александрович Нарышкин (1788-1790)
- Mikhaïl Roumyantsev, en russe : Михаил Петрович Румянцев (1798-1801)
- Piotr Razoumovski, en russe : Пётр Кириллович Разумовский (1801-1805)
- Alexandre Sergueïevitch Stroganov, en russe : Александр Сергеевич Строганов (1805-1811)
- Alexeï Jerebtsov, en russe : Алексей Алексеевич Жеребцов (1811-1814)
- Ilia Bezborodko, en russe : Илья Андреевич Безбородко (1814-1815)
- Alexeï Jerebtsov (1815-1818)
- Arkadi Nélidov, en russe : Аркадий Иванович Нелидов (1826-1830)
- Dimitri Dournovo, en russe : Дмитрий Николаевич Дурново (1830-1833)
- Prince Vassili Andreïevitch Dolgoroukov, en russe : Василий Андреевич Долгоруков, (1833-1839)
- Prince Galitzine (24 février 1839-1842)
- Alexandre Mikhaïlovitch Potemkine, en russe : Александр Михайлович Потёмкин (21 mars 1842-24 février 1854)
- Comte Piotr Chouvalov, en russe : граф Пётр Павлович Шувалов, (24 mars 1854-29 mars 1863)
- Grigori Chtcherbatov, en russe : Григорий Алексеевич Щербатов (29 mars 1863-8 mars 1866)
- Vladimir Orlov-Davydov, en russe : Владимир Петрович Орлов-Давыдов (8 mars 1866-21 mars 1869)
- Alexandre Alexeïevitch Bobrinski, en russe : Александр Алексеевич Бобринский (21 mars 1869-18 avril 1872)
- Andreï Pavlovitch Chouvalov, en russe : Андрей Павлович Шувалов (18 avril 1872-14 avril 1876)
- Alexeï Alexandrovitch Bobrinski, en russe : Алексей Александрович Бобринский (14 avril 1876-27 janvier 1890)
- Alexandre Mordvinov, en russe : Александр Александрович Мордвинов (27 janvier 1890-1891)
- Alexandre Troubnikov, en russe : Александр Николаевич Трубников (1891-1er avril 1893)
- Alexeï Alexandrovitch Bobrinski (1er février 1893-8 février 1897)
- Alexandre Dmitrievitch Zinoviev, en russe : Александр Дмитриевич Зиновьев (8 février 1897-février 1904)
- Vassili Goudovitch, en russe : Василий Васильевич Гудович (15 février 1904-mars 1909)
- Ivan Saltykov, en russe : Иван Николаевич Салтыков (8 mars 1909-1915)